# Aoj (Kwajalein)
Aoj ist eine Insel des Kwajalein-Atolls in der Ralik-Kette im ozeanischen Staat der Marshallinseln (RMI).

## Geographie
Das Motu liegt zusammen mit Bokan, Elenak, Bikrik, Jein und Nennar am Westende des Atolls zwischen  Mejatto und Ebadon. Die Insel ist im Riffsaum nach Norden versetzt.

## Klima
Das Klima ist tropisch heiß, wird jedoch von ständig wehenden Winden gemäßigt. Ebenso wie die anderen Orte der Kwajalein-Gruppe wird Aoj gelegentlich von Zyklonen heimgesucht.